# オブニンスク原子力発電所
オブニンスク原子力発電所 (ロシア語: Обнинская АЭС)はモスクワから南西100kmの位置にある科学都市オブニンスクに立てられた原子力発電所。これは世界初の民用原子力発電所であった。発電所は「APS-1 Obninsk」(Atomic Power Station 1 Obninsk)としても知られる。

## 実績
AM-1 ("Атом Мирный"、平和的原子力利用の意)と呼ばれる1基の原子炉が総発電量6MWを達成し、5MWを送電可能、熱出力は30MWであった。黒鉛減速水冷却式原子炉の原型炉であり、黒鉛減速沸騰軽水圧力管型原子炉の祖となった。

## 歴史
建設は1951年1月1日に始まり、1954年6月1日に運転を開始、最初の送電網同期は1954年6月26日に行われた。シビルスカヤ原発が運転を開始する1958年までおおよそ4年間にわたって、オブニンスク原発はソビエト連邦で唯一の原子力発電所として利用された。発電所は2002年4月29日まで運転が維持され、現在は運転終了している。

## 原子炉
| 原子炉        | 炉型              | 正味発電量 | 総発電量 | 建設         | 電力網同期    | 商業運転      | 停止          |
| ------------- | ----------------- | ---------- | -------- | ------------ | ------------- | ------------- | ------------- |
| APS-1 Obninsk | AM-1 (RBMK原型炉) | 5 MW       | 6 MW     | 1951年1月1日 | 1954年6月26日 | 1954年12月1日 | 2002年4月29日 |

## 註
1. ↑  “Nuclear Power in Russia”. World Nuclear Association. 2006年6月27日閲覧。
2. ↑  Power Reactor Information System der IAEA: „Russian Federation: Nuclear Power Reactors“ (englisch)